# Bäcken
För andra betydelser, se Bäcken (olika betydelser).

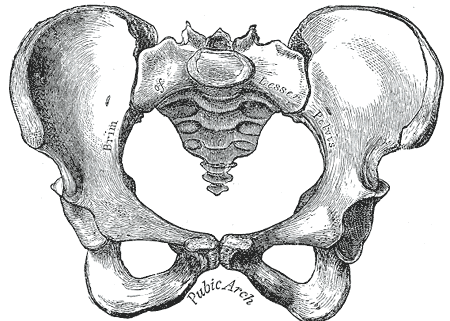
Kvinnligt bäcken, ventral vy.

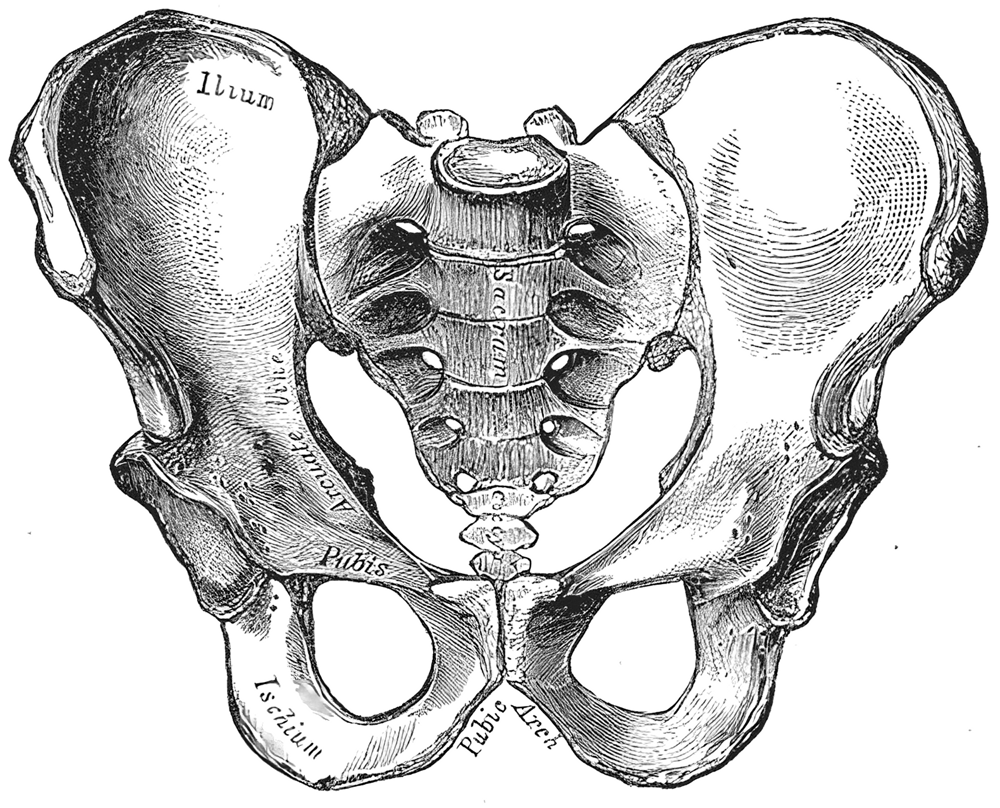
Manligt bäcken, ventral vy.

Bäcken (latin: pelvis) är, i människans skelett, den kraftiga och skålformade benring som bär ryggradens (columna vertebralis) rörliga ryggkotor (vertebrae) och vilar mot lårbenen (os femoris). Bäckenet består hos en fullvuxen människa av fyra ben – höger och vänster höftben (os coxae), korsbenet (os sacrum) och svansbenet (os coccygis).
Bäckenet delas upp av ett vinklat plan som skär genom bäckenets förstärkta "midja", linea terminalis, i en övre och en undre del:
- Stora bäckenet ("falska bäckenet", pelvis major) som utgör de övre och främre delarna ovanför linea terminalis.
- Lilla bäckenet ("äkta bäckenet", pelvis minor), delarna under och bakom linea terminalis som består av bäckenhålan (cavitas eller cavum pelvis). Dess övre öppning kallas bäckeningången eller övre bäckenöppningen (apertura pelvis superior) och den nedre bäckenutgången eller nedre bäckenöppningen (apertura pelvis inferior).

## Skelett

### Ben
Bäckenet består hos en vuxen människa av tre ben: Höger och vänster höftben (os coxae) och korsbenet (os sacrum). Höftbenet består fram till övre tonåren av tre separata ben: Det övre tarmbenet (os ilium) samt nedtill, ett främre blygdben (os pubis) och ett bakre sittben (os ischii). 
Tillsammans med korsbenet bildar dessa ben bäckengördeln (cingulum membri pelvini) som förenar axialskelettet med de nedre extremiteterna.

### Leder
Mellan bäckenets ben finns tre leder: Höger och vänster blygdben ledar ventralt mot varandra framtill i blygdbensfogen (symphysis pubica).
Mot korsbenet (os sacrum) i ledar höftbenen i sakroiliakaleden (art. sacroiliaca), en mycket kompakt led som är omgiven av många ligament och endast medger mycket små rörelser.
Bäckenet ledar mot lårbenet (os femoris) i höftleden (art. coxae) genom en ledpanna i höftbenets laterala sida, höftledsgropen (acetabulum), där lårbenshuvudet (caput femoris) ansluter. Denna led är mycket kraftigt utformad för att kunna överföra tyngden från överkroppen ned i benen. Även fast den är omgiven av många ligament och dessutom många och mycket starka muskler.

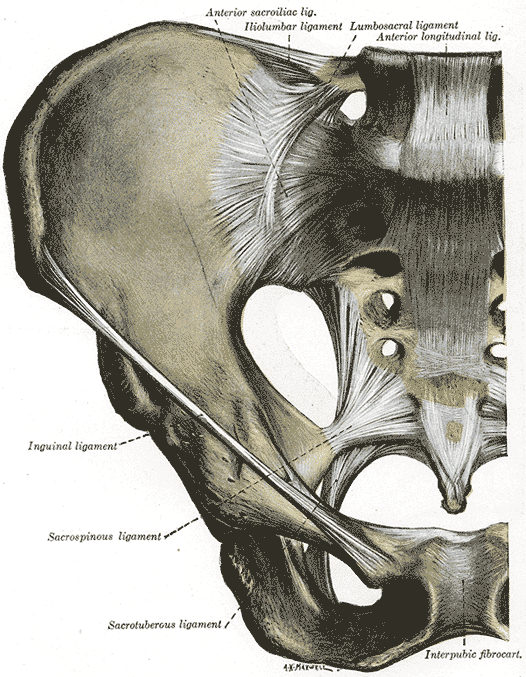
Bäckenets leder. Ventral vy.
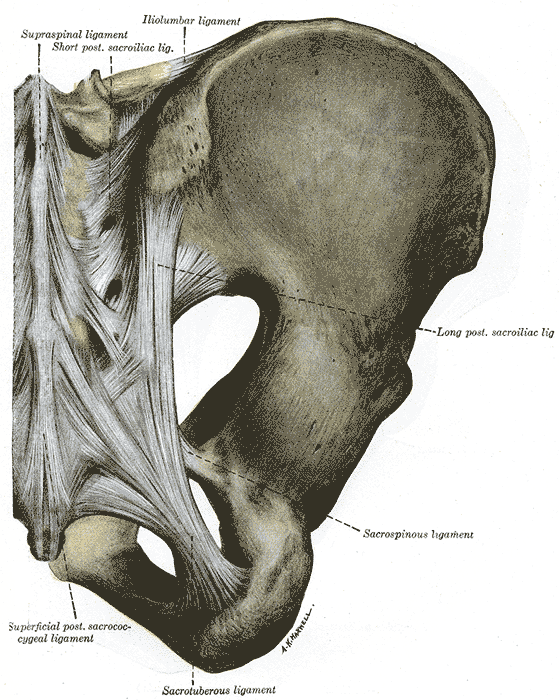
Bäckenets leder. Dorsal vy.
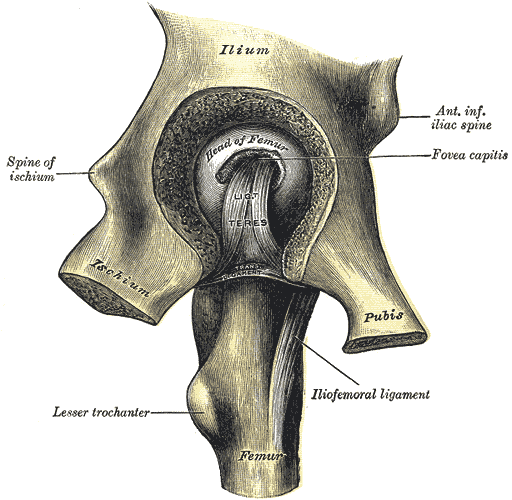
Vänster höftled, medial vy med acetabulum avlägsnat.
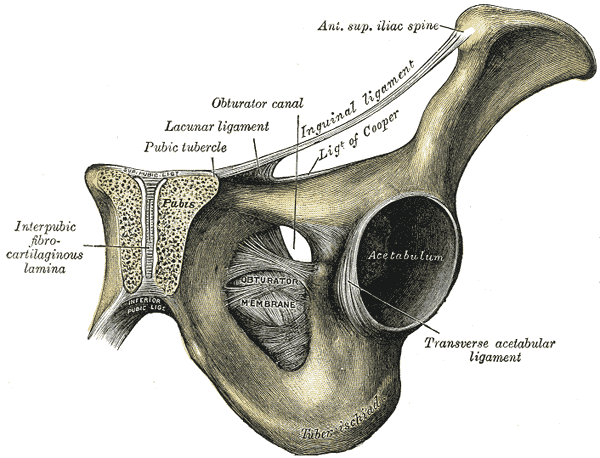
Symphysis pubica exponerad genom ett koronalsnitt.
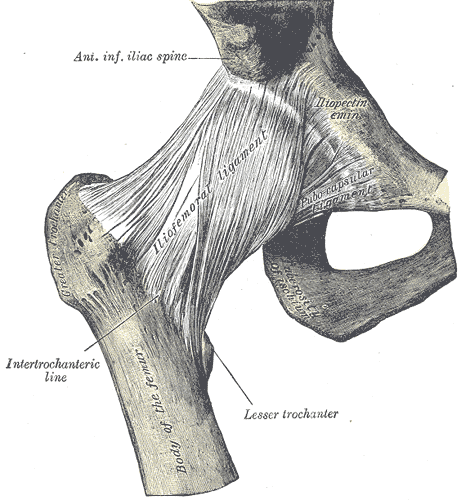
Höger höftled framifrån.
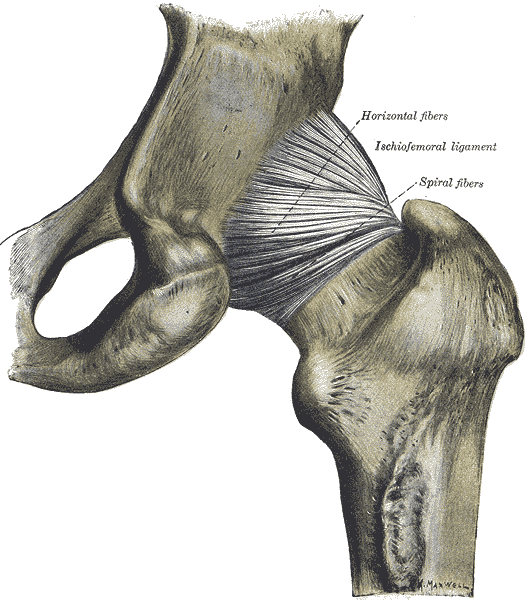
Höftleden bakifrån.

## Ligament
De ligament som förbinder bäckenets delar med varandra kan delas upp i fyra grupper:
1. De som förbinder korsbenet med höftbenet
2. De som går mellan korsbenet och sittbenet
3. De som förenar korsbenet och svansbenet
4. De som passerar mellan blygdbenen

### Bäckenets ochhöftledensligamentsystem
- Lig. iliolumbale
- Lig. sacro-iliaca ventralia
- Lig. sacro-iliaca interossea
- Lig. sacro-iliaca dorsalis
- Lig. inguinale
- Lig. iliofemorale
- Lig. pectioneale
- Membrana obturatoria
- Lig. pubofemorale
- Lig. sacrotuberale
- Lig. sacrospinale
- Lig. iliofemorale
- Lig. ischiofemorale
- Zona orbicularis

## Muskler
På höftbenskammen (crista iliaca) fäster bukmusklerna (mm. abdominis). På kammens utsida fäster m. tensor fasciae latae, m. obliquus externus abdominis och m. latissimus dorsi. Lårmusklernas fascia, fascia lata, fäster utvändigt längs med hela kammen. Invändigt fäster fascia iliaca, m. transversus abdominis, m. quadratus lamborum, m. erector spinae och m. iliacus. Mellan de in- och utvändiga muskelfästena fäster m. obliquus internus abdominis.
Från korsbenet sträcker sig ett komplicerat muskelsystem på båda sidor om ryggraden upp till nacken (nucha). Dessa muskler styr och stabiliserar ryggraden och kallas ryggens djupa muskler. Till m. erector spinae hör m. spinalis, m. longissimus och m. iliocostalis.

### Ländmuskler
- M. iliopsoas
- M. iliacus
- M. psoas major

### Sätesmuskler
- M. gluteus maximus
- M. tensor fasciae latae
- M. gluteus medius
- M. gluteus minimus

### Höftledens små utåtrotatorer
- M. piriformis
- M. obturator internus
- M. gemellus superior
- M. gemellus inferior
- M. quadratus femoris
- M. obturatorius externus

### Bäckenbotten
- M. levator ani
- M. pubococcygeus
- M. iliococcygeus
- M. coccygeus

## Evolution och variation
Hos djur är bäckenets huvudsakliga uppgift att överföra bakbenens kraft och rörelser till resten av kroppen. Djur som saknar bakben, till exempel fiskar och ormar, saknar därför också bäcken.
Fyrfota djur har långsträckta bäcken som effektivt överför rörelserna från benen till ryggraden. Tarmbenen är hos dem riktade framåt och blygd- och sittbenen är riktade bakåt. Generellt kan man säga att fyrfotade djur som rör sig fort har smala bäcken med långa tarmben.
Hos förhistoriska däggdjur var bäckenet utsträckt och anpassat till den räta vinkeln mellan ryggraden och bakbenen. Hos tvåbenta däggdjur måste tyngden från överkroppen balanserar så att stödlinjen går genom ryggraden, ned i bäckenet och vidare ned genom höfterna till benen. Hos till exempel människan är därför bäckenets form mer kompakt och rundat.
Hos fåglar är kroppen optimerad för flygning och musklernas kraftöverföring till vingarna. Eftersom fåglar vanligen inte använder benen för att förflytta sig är bäckenet därför långt och smalt. Benen i bäckenet måste vara lätta och är därför papperstunna men också förstärkta av åsar. Bäckenbenen och sista ryggkotorna är sammanvuxna till en enda enhet, synsacrum. Hos fåglar som tillbringar större delen av tiden på marken, till exempel påfåglar, kan bäckenet istället var stort och kraftigt med plats för de nödvändiga muskelfästena.

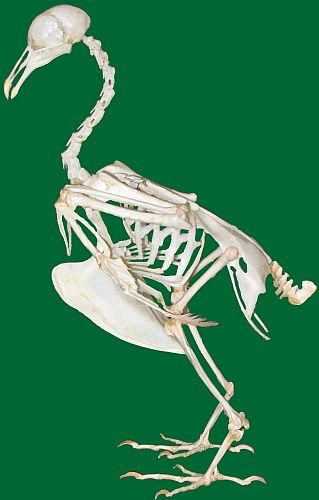
Hos till exempel duvan är bäckenet lång och smalt. När fågeln står på marken gör de långa höftbenen att kroppsvikten hamnar ovanför fötterna.
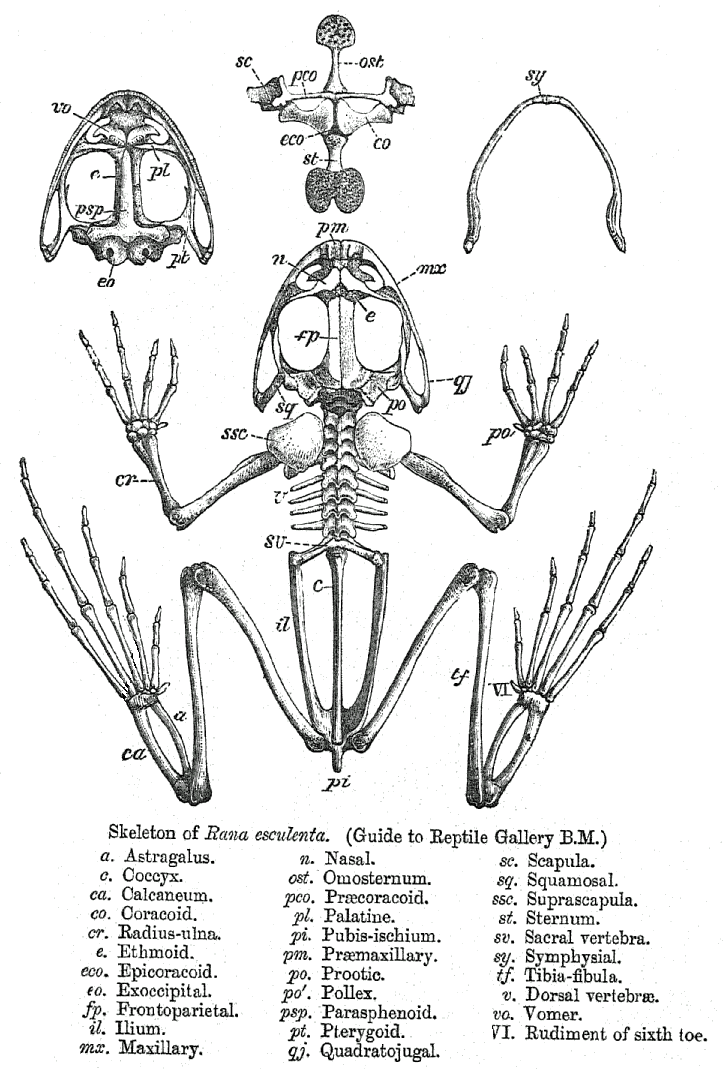
I grodans skelett har svansen tillbakabildats helt och bäckenet ersätter till stor del ryggraden. Därigenom blir ryggraden stel och klarar de påfrestningar som långa hopp innebär. Illustration: The fauna of British India including Ceylon and Burma, 1890.
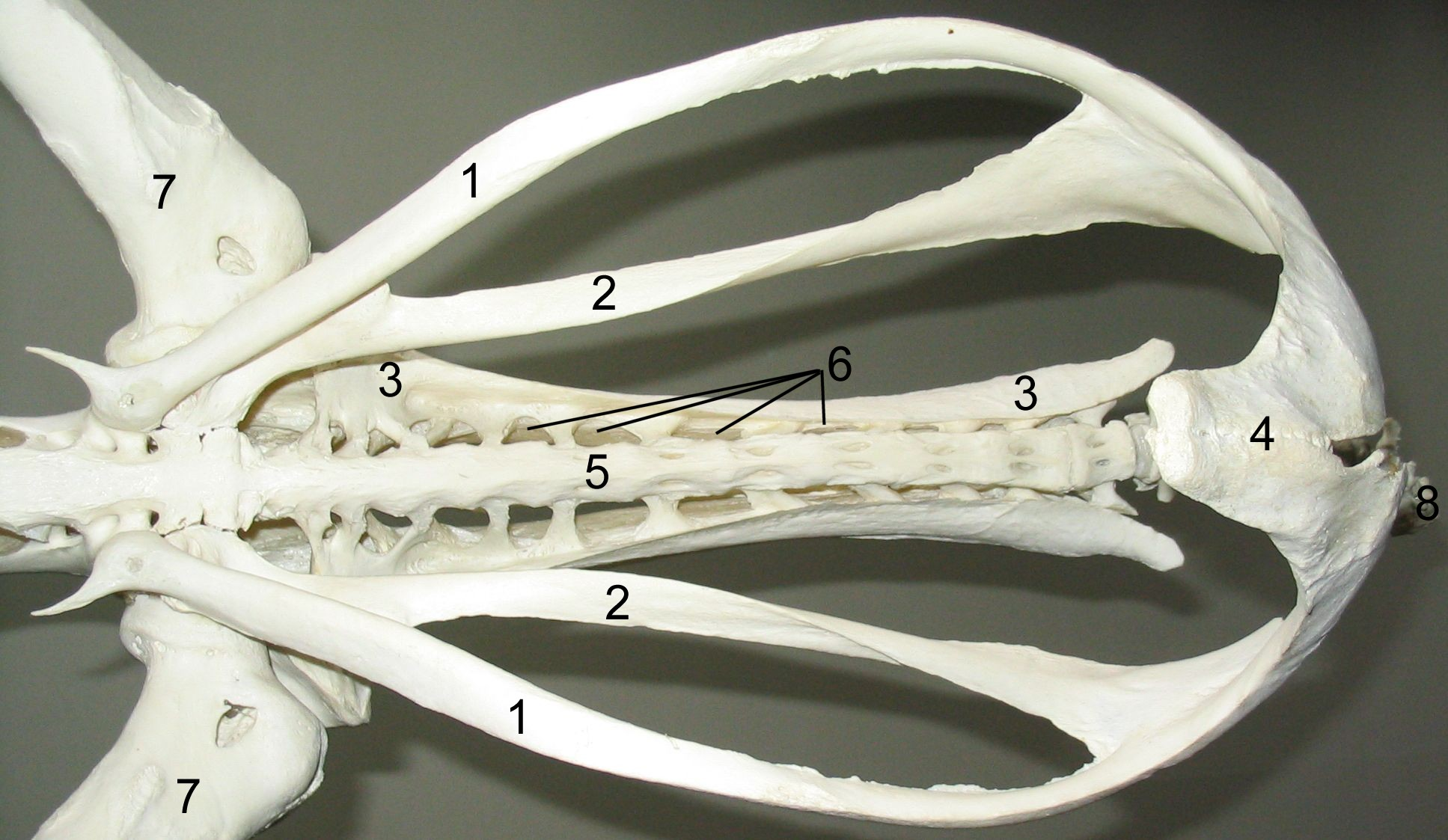
Ventral vy av bäckenet hos en struts.
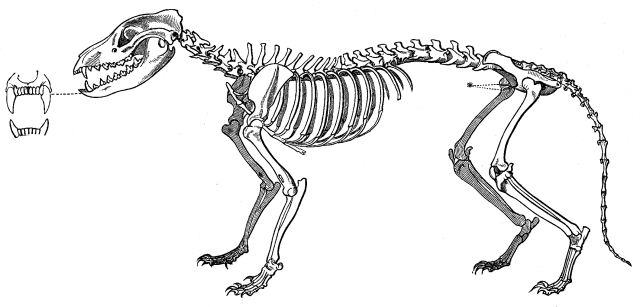
Hos den utdöda pungvargen har bäckenet långa tarmben (os ilium) från vilkas kammar muskler går ner till knälederna. Illustration: Brehms Tierleben, 1883.

### Könsspecifika skillnader
Både det kvinnliga och det manliga bäckenet har som uppgift att överföra tyngden från axialskelettet till de nedre extremiteterna. Kvinnans bäcken är även anpassat till uppgiften att föda barn och är därför bredare och plattare. Det manliga bäckenet är högre och smalare, vilket anses mer optimerat för att överföra tyngden från axialskelettet till de nedre extremiteterna.

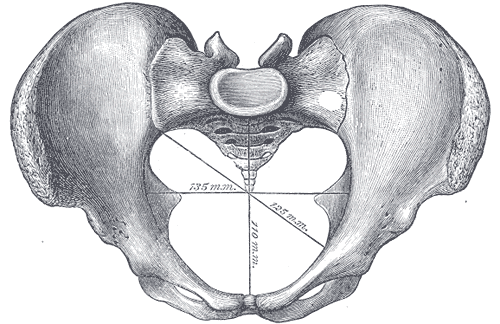
Lilla bäckenets diametrar hos en kvinna, kraniell vy.
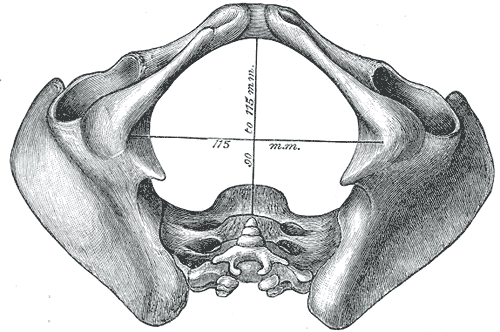
Lilla bäckenets diametrar hos en kvinna, kaudal vy.